# Moskiewski Instytut Filozofii, Literatury i Historii
Moskiewski Instytut Filozofii, Literatury i Historii im. N.G. Czernyszewskiego (ros. Московский институт философии, литературы и истории имени Н. Г. Чернышевского (МИФЛИ, często ИФЛИ)) – humanistyczna szkoła wyższa typu uniwersyteckiego, działająca w Moskwie od 1931 do 1941.
Instytut został wyodrębniony z Moskiewskiego Uniwersytetu Państwowego, lecz w listopadzie 1941 ponownie z nim scalony - miało to miejsce w Aszchabadzie, dokąd obie uczelnie były ewakuowane.